# سرباز مسافر
«سرباز مسافر» (به انگلیسی: Travelin' Soldier) تک‌آهنگی از دیکسی چیکس است که در سال ۲۰۰۲ میلادی منتشر شد.
این تک‌آهنگ در چارت‌های در رتبه اول قرار گرفت.